# 李紓 (吏部侍郎)
李纾（?—?），字仲舒，赵州（今河北赵县）人。唐朝官員。
赵郡李氏南祖房之一支。礼部侍郎李希言之子，常州別駕李縱之弟。詩人李端的叔兄。李嘉祐稱他十七弟。天宝末，拜秘书省校书郎。大历初年，由吏部侍郎李卿荐任左补阙，累迁司封员外郎、知制诰，官中书舍人。與劉長卿、張南史友好。兴元元年（784年），德宗臨幸奉天，被指派為同州刺史，後拜兵部侍郎，官终吏部侍郎。妻博陵崔氏，曾祖父中书令、同中书门下平章事博陵郡王崔玄暐，祖父祠部郎中崔瑨，父亲梓州司马崔豫。